# Besao
Besao ist eine philippinische Stadtgemeinde in der Provinz Mountain Province. Sie hat 7040 Einwohner (Zensus 1. August 2015).

## Baranggays
Besao ist politisch in 14 Baranggays unterteilt.
| - Agawa - Ambaguio - Banguitan - Besao East (Besao Proper) - Besao West | - Catengan - Gueday - Lacmaan - Laylaya - Padangan | - Payeo - Suquib - Tamboan - Kin-iway (Pob.) |

## Persönlichkeiten
- Victoria Tauli-Corpuz (* 1952), philippinische Expertin für Entwicklungspolitik, Menschenrechte und die Rechte indigener Völker